# Filip Grzegorzewski
Filip Tadeusz Grzegorzewski – polski i europejski dyplomata i politolog, od 2019 do 2024 dyrektor Europejskiego Przedstawicielstwa Ekonomiczno-Handlowego na Tajwanie. 

## Życiorys
Filip Grzegorzewski w latach 1996–2002 studiował stosunki międzynarodowe oraz sinologię na Uniwersytecie Warszawskim. W latach 2000–2001 kształcił się na Nanjing Normal University. W 2002 zdał na Akademię Dyplomatyczną Ministerstwa Spraw Zagranicznych. W 2025 otrzymał stopień doktora (z wyróżnieniem) w dziedzinie nauk społecznych w dyscyplinie stosunki międzynarodowe na podstawie napisanej pod kierunkiem Jakuba Zajączkowskiego dysertacji Rola Tajwanu w amerykańsko-chińskiej rywalizacji mocarstwowej po 2010 r..
W latach 2005–2008 pracował w Stałym Przedstawicielstwie RP przy Unii Europejskiej w Brukseli. Od 2008 do 2011 był radcą politycznym Delegatury Unii Europejskiej w Chinach i Mongolii. W latach 2011–2013 był naczelnikiem wydziału, a następnie zastępcą dyrektora Sekretariatu Ministra w MSZ. W latach 2013–2015 pełnił funkcję dyrektora Departamentu Azji i Pacyfiku MSZ oraz koordynatora ASEM, a także krajowego koordynatora współpracy Europy Centralnej i Wschodniej z Chinami (16+1). W 2015 został przewodniczącym rady Grupy Roboczej ds. Azji i Oceanii Unii Europejskiej (COASI). Na stanowisku tym pracował do sierpnia 2019. 1 września 2019 objął stanowisko dyrektora Europejskiego Biura Gospodarczo-Handlowego na Tajwanie (EETO). Misję zakończył w sierpniu 2024, po czym został kierownikiem komórki ds. zwalczania dezinformacji w Europejskiej Służbie Działań Zewnętrznych.
Posługuje się angielskim, francuskim i mandaryńskim.
W 2024 został wyróżniony przez prezydenta Tajwanu Lai Ching-te Orderem Lśniącej Gwiazdy II klasy.